# Flens kommun
59°3′N 16°35′Ø / 59.050°N 16.583°Ø
Flen kommune er en kommune der ligger i landskabet Södermanland i Södermanlands län i Sverige. Hovedbyen er Flen.
Jernbanelinjerne Västra stambanan og Trafikaktiebolaget Grängesberg-Oxelösunds Järnvägar (TGOJ) går gennem kommunen, og krydser hinanden i byen Flen.

## Byer
Flen kommune har åtte byer.
Indbyggere pr. 31. december 2005.
| #  | By           | Indbyggere |
| -- | ------------ | ---------- |
| 1. | Flen         | 6.114      |
| 2. | Malmköping   | 2.000      |
| 3. | Hälleforsnäs | 1.747      |
| 4. | Sparreholm   | 811        |
| 5. | Mellösa      | 551        |
| 6. | Bettna       | 415        |
| 7. | Orrhammar    | 322        |
| 8. | Skebokvarn   | 218        |

## Eksterne kilder og henvisninger
- Wikimedia Commons har flere filer relateret til Flens kommun
- ”Kommunarealer den 1. januar 2012” Arkiveret 26. december 2018 hos  Wayback Machine (Excel). Statistiska centralbyrån.
- ”Folkmängd i riket, län och kommuner 30 juni 2012”. Arkiveret 16. november 2012 hos  Wayback Machine Statistiska centralbyrån.